# Каджіта Ханко
Каджіта Ханко (яп. 梶田半古, 23 липня 1870 — 23 квітня 1917) — художник та японський ксилограф, відомий своїми фронтиспісами (кучі-е) для романів та літературних журналів. Справжнє ім'я — Джоджіро Каджіта.
Народився у 1870 році в сім'ї відомого токійського майстра по металу. У віці одинадцяти років Ханко почав вивчати живопис школи Шіджьо під керівництвом Ґьокуей Набети. Але навчання довелося припинити, коли Ханко захворів на очну інфекцію. Після одужання його наставником став Кенко Ішії, художник школи Нанґа.
У 1886 році він виконав замовлення для компанії Kiryu Kosho Gaisha. Того ж року почав використовувати ім'я Ханко і розробляв дереворити на військову тематику (сенсо-е), ілюстрації для періодичних видань та етюди рослин. У 1898 зайняв посаду проректора Школи мистецтва та ремесла у префектурі Тояма, але повернувся до Токіо менш ніж через рік і працював ілюстратором у Йоміурі Шімбун.
Найбільшу славу йому принесла робота над серією романів «Золотий демон» авторства Одзакі Койо.
У 1902 Ханко повернувся до викладання, ставкши директорам приватної школи Хоккокаї (або Б'яккокаї), яку у свій час відвідували Тоґью Окумура, Кокеї Кобаяші та Сейсон Маеда.
Ханко Каджіта помер у віці 47 років від туберкульозу.